# Synopeas punctatum
Synopeas punctatum är en stekelart som först beskrevs av William Harris Ashmead 1893.  Synopeas punctatum ingår i släktet Synopeas och familjen gallmyggesteklar. Inga underarter finns listade i Catalogue of Life.